# Láquesis

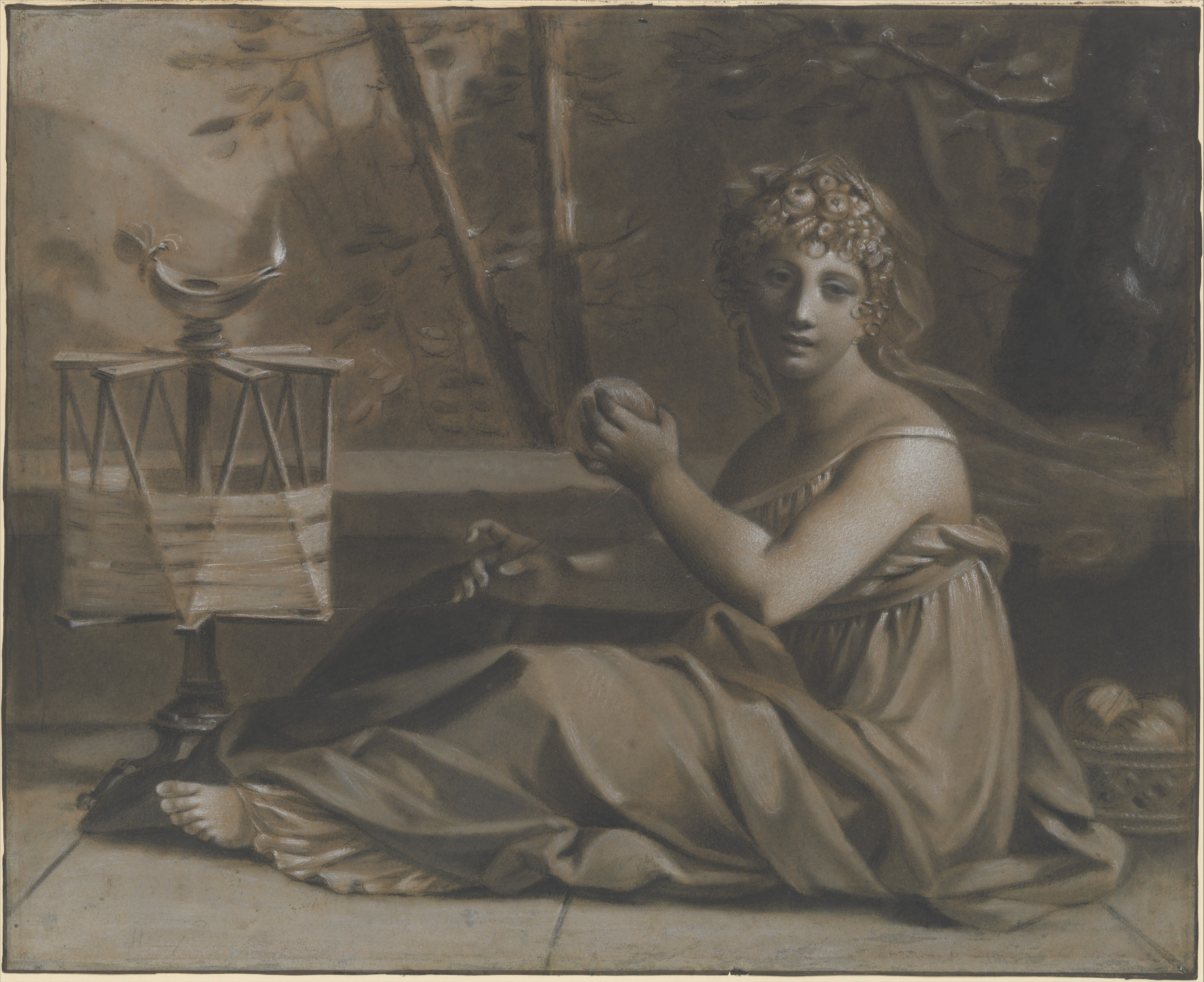
Lachesis

En la mitología griega, Láquesis (Λάχεσις, «la que tira la suerte»; del griego λαγχάνω, o bien «lote») es la segunda de las tres moiras. Determina el futuro de las personas, pues es ella quien decide la longitud del hilo de cada una de las vidas humanas y, por tanto, la duración de la vida correspondiente a cada persona.  Se dice que Láquesis, la de áurea diadema, fue enviada de parte de Zeus para mediar un acuerdo entre éste y Helios, asignándole la isla de Rodas como lote.  A quien Láquesis toca su cuna con mano de mal agüero, muere joven. Séneca dice que Láquesis mantiene los decretos de su rueca que ninguna mano puede revertir. Todas las cosas se mueven en un camino señalado, ya marcadas desde el primer día.  El hilo de Láquesis se vuelve más decrépito conforme la edad comienza a hacer mella.  En la mitología romana corresponde a Décima.  También se dice que Asclepio nació en el templo de Apolo, con Láquesis como comadrona y Apolo aliviando los dolores de Egle (Coronis).